# Neider Morantes
Neider Yesid Morantes (Medellín, 3 agosto 1975) è un ex calciatore colombiano, di ruolo centrocampista.

## Carriera

### Club
Nel 1995 gioca la sua prima partita nel campionato di calcio colombiano, con la maglia dell'Atlético Nacional. Nel 2000 si trasferisce all'Atlante, in Messico. Tornato in Colombia, gira in diverse squadre, tra cui l'Once Caldas e l'Atlético Bucaramanga. Nel 2005 si trasferisce in Ecuador, al Barcelona Sporting Club. Dal 2008 gioca nell'Envigado.

### Nazionale
Con la nazionale di calcio della Colombia ha giocato 21 partite, segnando 4 gol.

## Palmarès

### Club

#### Competizioni internazionali
- Coppa Merconorte: 2

Atletico Nacional: 1998, 2000

### Individuale
- Capocannoniere della Coppa Merconorte: 1

1998 (4 reti)